# 브로민화 나트륨
브로민화 나트륨, 브롬화 나트륨, 브롬 나트륨(Sodium bromide)은 화학식 NaBr을 갖는 무기 화합물이다. 염화 나트륨과 비슷한 고융점의 백색의 결정 고체이다. 브롬화이온의 원천으로서 널리 사용되며 수많은 용도로 쓰인다.

## 반응
2 NaBr + Cl2 → Br2 + 2 NaCl

## 용도
브로민화 나트륨은 산업에서 가장 유용한 무기 브로마이드이다. TEMPO 매개 산화 반응의 촉매로서 사용된다.

### 의학
Sedoneural로도 알려진 브로민화 나트륨은 의학에서 수면제, 항경련제, 진정제로서 사용되고 있다. 19세기와 20세기 초 항경련제와 진정제로서 널리 사용되었다. 1975년, 브로마이드는 미국에서 Bromo-Seltzer 등 독성으로 인해 제거되었다.

### 살균제
브로민화 나트륨은 염소와 함께 결합하여 수영장, 뜨거운 통 등의 살균제로서 사용된다.